# Guitry

Guitry este o comună în departamentul Eure, Franța. În 1 ianuarie 2018 avea o populație de 257 de locuitori.